# Belovo (ort i Bulgarien)
Belovo (bulgariska: Белово) är en ort i Bulgarien.   Den ligger i kommunen Obsjtina Belovo och regionen Pazardzjik, i den västra delen av landet, 80 kilometer sydost om huvudstaden Sofia. Belovo ligger 320 meter över havet och antalet invånare är 4 155.
Terrängen runt Belovo är varierad. Närmaste större samhälle är Septemvrijtsi, 6,9 kilometer öster om Belovo. 
I omgivningarna runt Belovo växer i huvudsak lövfällande lövskog. Runt Belovo är det ganska tätbefolkat, med 62 invånare per kvadratkilometer.